# Нагарджун
Нагарджун (хинди नागार्जुन; 30 июня 1911 — 4 ноября 1998) — известный индийский поэт и прозаик, произведения которого посвящены судьбам простых тружеников. Своим творчеством заложил основу так называемого «провинциального романа». Писал на языках хинди и майтхили.
Трудовой путь начал учителем. Позже стал издавать газету. Большое внимание уделял самообразованию. В 1930-1940-е годы много путешествовал по родной стране, изучая быт ее трудового народа. В этот период Нагарджуна интересует философия марксизма и он занимается ее изучением.
В 1935 году Нагарджун совершил поездку на Цейлон, где принял буддизм и стал монахом, позже совершил паломничество в Бирму и на Тибет. Однако в 1941 году отрекся от монашеского сана, стремясь активнее участвовать в политическом пробуждении своего народа. Симпатизировал коммунистам. За свою активную гражданско-политическую позицию неоднократно оказывался за решеткой как во времена британского владычества, так и в независимой Индии.
Первыми произведениями Нагарджуна были стихи на родном языке поэта майтхили, которые публиковались под псевдонимом Йатри. В середине 30-х годов он начал писать на хинди. Вскоре овладел прозаическими формами. Именно своими прозаическими произведениями Нагарджун заложил основу так называемого индийского провинциального романа. Это, в частности, его романы «Тетушка Ратинатха», «Бальчанба», «Старый Батесарнатх», повесть «Дети Варуны».
Сюжетную основу произведений Нагарджуна составляет жизнь индийских крестьянских семей, судьба простых тружеников в современных писателю социальных условиях индийского села.
На украинском языке опубликована его повесть «Дети Варуны» (сборник "Современная индийская повесть", Киев, издательство "Днипро", 1985 год), описывающая нелегкую жизнь простых рыбаков, которые в традиционной кастовой иерархии занимают одно из самых низких мест. Действие разворачивается на территории родного для писателя штата Бихар.